# Henning Franz von Münchow
Henning Franz von Münchow (* 9. August 1683; † 29. August 1753) war ein preußischer Jurist, zuletzt Präsident des Hofgerichts Köslin.
Er war ein Angehöriger des pommerschen Adelsgeschlechts Münchow. Sein Vater Wilhelm Bernd von Münchow war Landrat, seine Mutter war eine geborene von Hechthausen.
Er besuchte ab 1700 das Gymnasium zu Thorn und studierte dann Rechtswissenschaften an der Universität Halle. Ferner brachte er einige Zeit auf Reisen zu. Er war jedenfalls ab 1722 Hofgerichtsrat am Hofgericht Köslin. Hier rückte er zunächst zum Vizedirektor auf und erhielt den Titel eines Geheimen Rates. Im Jahre 1734 wurde er als Nachfolger von Christoph Friedrich von Suckow zum Präsidenten des Hofgerichts Köslin ernannt. Im Jahre 1747 wurde er auf seinen Antrag hin, wohl aus Altersgründen, aus dem Amt entlassen, erhielt aber eine jährliche Pension („Jahrgeld“).
Henning Franz von Münchow war mit Louise Henriette von Fuchs verheiratet, einer Tochter des preußischen Staatsministers Johann Heinrich von Fuchs.
Henning Franz von Münchow war Gutsherr auf Zarnefanz, Gerfin, Naffin und Denzin in Pommern sowie auf Darsen im Königreich Polen. Er erhob auch Ansprüche auf einen Teil des Dorfes Nehmer, unterlag aber 1747 vor dem Oberappellationsgericht in Berlin. Das Gut Groß Dubberow A verkaufte er 1748.  Nach seiner Pensionierung zog er sich auf sein Gut Zarnefanz zurück. Nach seinem Tod 1753 erbten seine beiden Söhne die Güter. Nachdem beide starben, ohne Erben zu hinterlassen, wurden die Güter von ihren Schwestern aufgeteilt.